# Tata Daewoo Commercial Vehicle

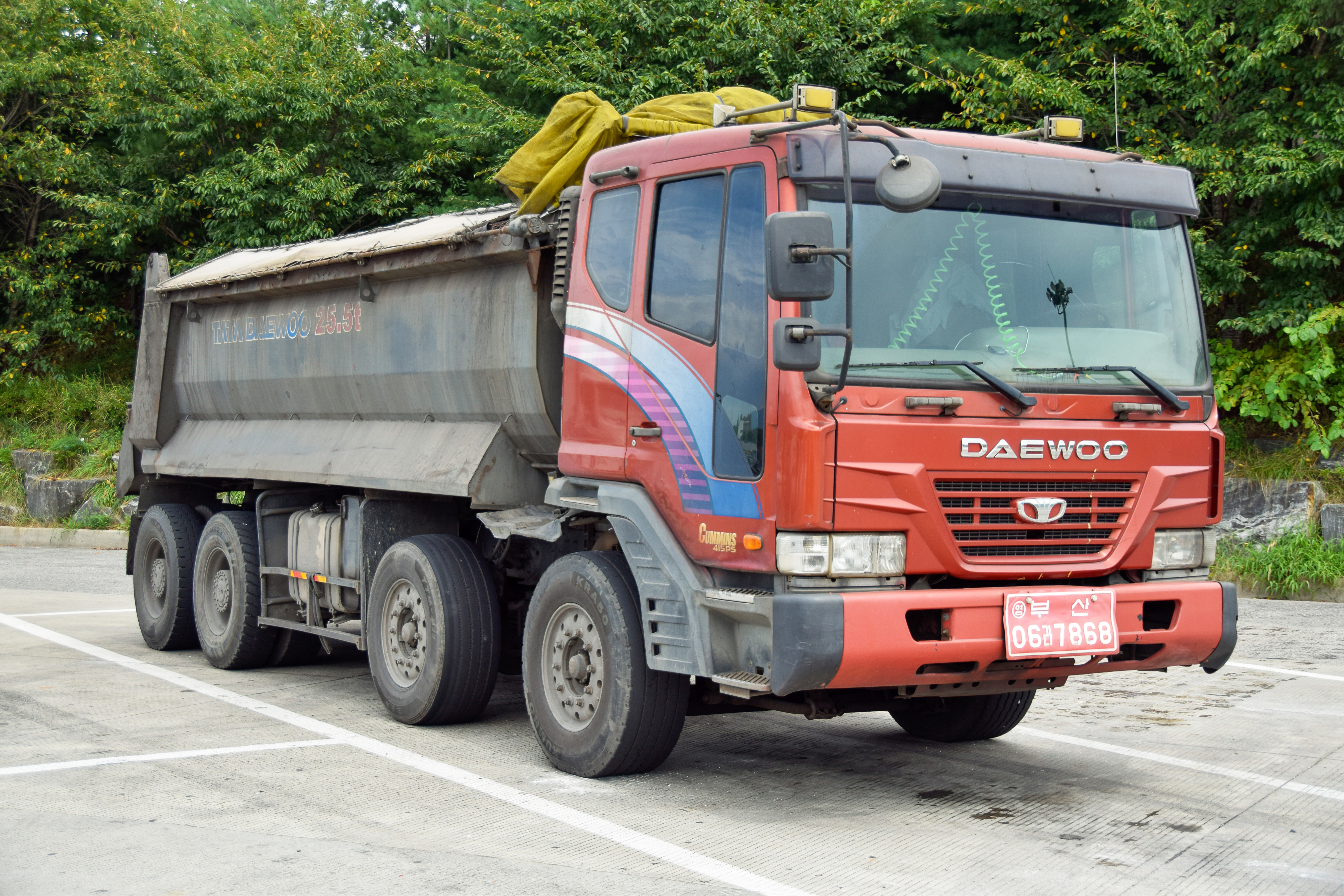
Tata Daewoo Novus 8×4 en Corea del Sur

Tata Daewoo Commercial Vehicle (del coreano: 타타대우상용차) es un fabricante de camiónes de Corea del Sur. El departamento automovilístico, rebautizado como Tata Daewoo está controlado, desde 2003, por el primer grupo fabricador de automóviles indio Tata Motors.

## Historia
- GMK/Chevrolet/Isuzu Truck (GM Korea Motor Company, 1971)
- SMC Truck (Saehan Motor Company, 1976)
- Elf (Saehan Motor Company, 1976)
- Daewoo Truck (Daewoo Motor Company, 1983)
- Elf New Model (Daewoo Motor Company, 1986)
- Daewoo Truck New Model (Daewoo Motor Company, 1986)
- Daewoo Truck Super New Model (Daewoo Motor Company, 1993)
- Daewoo Chasedae Truck (Daewoo Motor Company, 1995)
- Daewoo Novus Truck (Tata Daewoo, 2004)